# Circus (Argent)
Circus è un album degli Argent, pubblicato dalla Epic Records nel 1975. Il gruppo prima di incidere questo disco subì dei cambiamenti d'organico, entrano i chitarristi John Verity e John Grimaldi, lascia il membro fondatore, Russ Ballard. L'album fu registrato ai CBS Studios di Londra, Regno Unito.

## Tracce
Brani composti da Rod Argent, tranne dove indicato
Lato A
1. Circus – 3:45
2. Highwire – 9:05
3. Clown – 5:50

Lato B
1. Trapeze – 8:48 (Jim Rodford)
2. Shine on Sunshine – 4:02
3. The Ring – 1:20
4. The Jester – 3:35

## Musicisti
- Rod Argent - organo, pianoforte, pianoforte elettrico, mellotron, sintetizzatore moog, voce
- John Grimaldi - chitarra solista, violoncello, mandolino, voce
- John Verity - chitarra ritmica, basso, voce
- Jim Rodford - basso
- Robert Henrit - batteria, percussioni[3]